# 宰齊夫卡
49°46′37″N 35°40′7″E / 49.77694°N 35.66861°E
宰齊夫卡（烏克蘭語：Зайцівка）是位於烏克蘭東部的村莊，由哈爾科夫州博霍杜希夫區的瓦爾基市鎮負責管轄。該村始建於1804年，面積1.96平方公里，海拔高度167米，2001年人口10，人口密度每平方公里5.1人。